# 古沢知子
古沢 知子（ふるさわ ともこ、1973年6月5日 - ）は、テレビ新広島のアナウンサー。栃木県鹿沼市出身。とちぎ未来大使。

## 人物
スポーツ歴は、水泳10年、軟式テニス3年。
慶應義塾大学文学部を卒業後、1996年にテレビ新広島入社。夕方のニュース番組などを担当した後、『ひろしま満点ママ!!』のキャスターを担当。
2018年5月3日から休養に入り、期間は1年～1年半の予定と当初発表されたが休養が長引いており、2020年4月6日放送の『ひろしま満点ママ!!』で、急性骨髄性白血病を発症し2019年末に臍帯血移植を行っていたことや、その後退院して経過観察と復帰に向けたリハビリを行っていることを公表した。
2021年8月の復職後はデスク業務に就き、体力の回復状況で番組に復帰することを決めた。その後、2022年10月10日放送の『ひろしま満点ママ!!』で4年半ぶりに番組復帰した。

## 現在の出演番組
- ひろしま満点ママ!! （2000年 - 2004年3月[6]、2007年4月 - 現在[7]） MC　
毎週木曜コーナー『満点クッキングレシピショウ』「ままんずレシピ」お料理先生：料理研究家 沖光光子
2004年4月から2007年3月までは天野陽子がMCを務めた。2017年5月26日ロハスフェスタ広島2017の際も天野陽子がMC代役を務めた。
2018年5月3日から急性骨髄性白血病で休養し、コーナー出演者が日替わりで代役MCを務めていた。

## 過去の出演番組
- tssスーパータイム
- tssザ・ヒューマン
- TSSスーパーニュース
- 国分太一のおさんぽジャパン（2017年6月28日(電光石火 東千田店)・6月29日(小西養鯉場)・6月30日(カープ鳥きのした 十日市店)）
- みはらセブンラバーズ MIHALOVEを探せ!（2017年4月 - 2018年3月） ナレーション
- tssみんなのテレビ（ナレーション）
- スアホアプリ マイケルGET